# Goli ručak (film)
Goli ručak je znanstveno-fantastična drama redatelja i koscenarista Davida Cronenberga snimljena 1991. godine. Glavne uloge tumače Peter Weller, Judy Davis, Ian Holm i Roy Scheider. Film je adaptacija istoimenog romana iz 1959. godine Williama S. Burroughsa. Film je nastao u međunarodnoj koprodukciji Kanade, Velike Britanije te Japana. 
Film je premijerno prikazan 27. prosinca 1991. godine u Sjedinjenim Američkim Državama te 24. travnja 1992. godine u Ujedinjenom Kraljevstvu. Od strane kritičara, film je dobio pozitivne kritike, no zbog ograničene distribucije zaradio je samo 2,6 milijuna američkih dolara dok je budžet samog filma iznosio 17-18 milijuna američkih dolara. Film je dobio mnoge nagrade, uključujući nagradu za najboljeg redatelja Nacionalnog društva filmskih kritičara te sedam Genie nagrada i to za najbolji film. Od tada, Goli ručak postao je kultni film koji je hvaljen zbog svojih nadrealnih vizualnih i tematskih elemenata.

## Radnja
Početkom 50-ih godina 20. stoljeća, William Lee radi kao istrebljivač kukaca u New Yorku te otkrije da njegova supruga Joan krade njegovu zalihu insekticida te ju koristi za drogiranje. Lee je uhićen te počinje halucinirati što je posljedica izloženosti insekticidu. On počinje vjerovati da je tajni agent, a njegov šef, ogromni kukac koji govori, naređuje mu da ubije Joan. Ona je navodno agentica organizacije pod nazivom Međuzona (engl. Interzone Incorporated). Lee ga odbije poslušati te ga ubije. Zatim pobjegne iz policijske postaje te se vrati kući i zatekne Joan i Hanka za vrijeme spolnog odnosa. Hank je pisac te njegov prijatelj. Ubrzo nakon toga, Lee, imitirajući Williama Tella, ubije Joan u namjeri da pogodi čašu koja joj se nalazila na glavi.
Lee je nenamjerno ostvario svoj zadatak te bježi u Međuzonu koja se nalazi u nekom gradiću u sjevernoj Africi. Vrijeme provodi pišući izvještaje o svojem zadatku. Ti su izvještaji, na inzistiranje njegovih književnih kolega, naposljetku sastavljeni u naslovnu knjigu. Dok je Lee pod utjecajem droga, njegov zamjenski pisaći stroj, Clark Nova, postane kukac koji govori. Taj mu kukac govori da pronađe doktora Benwaya tako da zavede Joan Frost, dvojnicu svoje pokojne žene. Nakon što mu je ukrao pisaći stroj, Lee se posvađa s Tomom Frostom, Joaninim mužem. Nakon toga, Lee se susretne s homoseksualcem iz Švicarske, Yvesom Cloquetom, koji se čini da je prerušena čudovišna stonoga.
Nakon što je Lee zaključio da je ustvari doktor Benway mozak operacije za proizvodnju droge pod nazivom „crno meso“ koja se navodno proizvodi od utroba golemih striga, susreće se s Tomovom domaćicom Fadelom. Fadela mu otkrije da je ona zapravo prerušeni doktor Benway. Nakon što je bio unovačen kao dvostruki agent za operaciju "crno meso", Lee završava svoj izvještaj te bježi iz Međuzone zajedno s Joan Frost. Na granici s Aneksijom, zaustavlja ih granična policija te od Leeja zahtijevaju da dokaže da je pisac kao što tvrdi. Lee im pokazuje olovku. Nakon što to nije bilo dovoljno za prelazak granice, Lee sada shvaća da ga je slučajno ubojstvo Joan Lee ponukalo da postane pisac. On ponovno imitira Williama Tella te pokušava pogoditi čašu na glavi, ovaj put na Joan Frost. Ponovno promašuje te tako ponavlja ranije ubojstvo svoje supruge, Joan Lee. Granični policajci veselo mu požele dobrodošlicu u Aneksiju te njegovu novu životu kao piscu. Na kraju, Lee je prikazan kako pušta suzu zbog svog gorko-slatkog postignuća.

## Uloge
- Peter Weller kao William Lee
- Judy Davis kao Joan Frost / Joan Lee
- Ian Holm kao Tom Frost
- Julian Sands kao Yves Cloquet
- Roy Scheider kao Dr. Benway
- Monique Mercure kao Fadela
- Nicholas Campbell kao Hank
- Michael Zelniker kao Martin
- Robert A. Silverman kao Hans
- Joseph Scorsiani kao Kiki
- Peter Boretski kao Stvorenja (glas)
- Yuval Daniel kao Hafid
- John Friesen kao Hauser
- Sean McCann kao O'Brien

## Produkcija

### Adaptacija
Scenarij za Goli ručak nije baziran isključivo prema Burroughsovu romanu već i prema njegovim drugim radovima te prema autobiografskim elementima. Na film Goli ručak može se gledati kao na metatekstualnu adaptaciju jer prikazuje pisanje samog istoimenog romana. Nekoliko je likova labavo bazirano prema osobama koje je Burroughs znao. Hank i Martin utemeljeni su prema Jacku Kerouacu te Allenu Ginsbergu. Potonji je pomogao sastaviti Burroughsu izvorni roman. Tom i Joan Frost temeljeni su prema Paulu te Jane Bowles s kojima se Burrough sprijateljio u Tangeru, u Maroku 1963. godine.
Ubojstvo Joan Lee temelji se na ubojstvu Joan Vollmer iz 1951. godine, Burroughsove nevjenčane supruge. On ju je ustrijelio i ubio za vrijeme pijanstva u Ciudad de Méxicu, na zabavi prilikom igre „William Tell“. Kasnije je pobjegao u Sjedinjene Američke Države. Burroughs je osuđen u odsutstvu zbog ubojstva te je osuđen na dvije godine zatvora uvjetno. U uvodu svog djela Queer Burroughs je naveo kako je Joanina smrt bila polazišna točka njegove književne karijere: „Primoran sam na užasan zaključak da nikad ne bih postao pisac da se nije dogodila Joanina smrt“.

### Glazba
Howard Shore skladao je filmsku glazbu. Glazba u filmu uključuje i glazbu free jazz glazbenika, Ornettea Colemana. Korištenje Colemanove skladbe „Midnight Sunrise“ koja se nalazi na njegovu albumu Dancing in Your Head važna je jer je William S. Burroughs bio prisutan na njezinu snimanju 1973. godine.

## Prikazivanje

### Zarada
Goli ručak premijerno je prikazan u samo pet kina 27. prosinca 1991. godine, a na taj dan uprihodio je 64 491 američkih dolara. Film je u Sjevernoj Americi zaradio 2 641 357 američkih dolara.

### Priznanja
Na dodjeli 13. Genie nagrada Goli ručak nominiran je u 11 kategorija te je bio u oštroj konkurenciji s filmom Léolo Jean-Claudea Lauzona. Film je bio i u konkurenciji za nagradu Zlatni medvjed na 42. Berlinskom filmskom festivalu.

## Vanjske poveznice
- Naked Lunch: Burroughs an essay by Gary Indiana at the Criterion Collection